# Sarkhoun
Sarkhoun (en persan : سرخون Sarxun) est une localité de la préfecture d'Ardal, dans la province de Tchaharmahal-et-Bakhtiari en Iran.